# Szerzett számolási zavarok
A diszkalkulia a kognitív képességek számolást, számokkal kapcsolatos műveleteket érintő zavara, melyre jellemző, hogy a számolási nehézségek normál intelligencia-hányados ellenére jelentkeznek. A diszkalkuliás eseteknél jelentkező tünetek rendkívül sokfélék és együttesen sokféle kombinációban jelennek meg, egyelőre ezek alapján a mintázatok alapján különféle diszkalkulia-altípusok elkülönítése jelenleg még nem tökéletes. Van azonban két alapvető formája: az egyik a fejlődési diszkalkulia, melynek hátterében álló rendszerekről, illetve arról, hogy melyek sérülnek, még keveset tudunk. Az utóbbi néhány évtizedben megélénkült a probléma iránti érdeklődés, mert a fejlődési diszkalkulia az iskoláskorú gyerekek 3-6%-át érinti. A diszkalkulia másik formája pedig a szerzett diszkalkulia, vagy más néven akalkúlia – „számolási képtelenség” –, ami valamilyen agysérülés következtében alakul ki. Az agysérülések sokféle módon és mintázatban károsíthatják a kognitív képességeket, így tehát a különböző betegségekkel különböző típusú akalkúliák társulnak.

## A számfeldolgozás fontosabb elméletei
A numerikus feldolgozással kapcsolatos elméletek a számfeldolgozást végző rendszeren belül több alrendszert tételeznek fel, melyek a különböző, számokkal kapcsolatos folyamatok szolgálatában állnak. Ezen alrendszerekkel kapcsolatos elméleti feltevések összhangban vannak a neuropszichológiai eredményekkel, amelyek bizonyítják, hogy valóban elkülöníthető alrendszerekről van szó, mégpedig azáltal, hogy találkozhatunk olyan esetekkel, ahol ezek a részterületek szelektíven, egymástól függetlenül sérülnek.

### Hármas kódolás modell
A számok agyi feldolgozásával kapcsolatban jelenleg Stanislas Dehaene Hármas kódolás-modellje a legelfogadottabb elmélet. A hármas kódolás elmélet szerint a numerikus információt három, egymástól elkülönülő rendszer reprezentálja, egymástól eltérő módon. Ezek a reprezentációk: az analóg mennyiségreprezentáció, melyet más néven mentális számegyenesnek is nevezhetünk; az auditoros-verbális szókeret (verbális rendszer), amely az információt hang-, illetve betűsorozatok formájában tárolja, és az vizuális arab számformátum (arab számok rendszere), ami pedig az arab számok szimbólumait tárolja. A három rendszer egymással összekapcsoltan működik – bármely értéket átfordíthatunk tehát egyikről a másikra. Az analóg mennyiségreprezentáció a közelítő számolásban, becslésben játszik szerepet, működését inkább a kivonásban és az osztásban érhetjük tetten; míg a verbális rendszer segítségével képesek vagyunk pontos számításokat végezni (pl. összeadást vagy szorzást).

### Folyamatorientált modell
Egy másik numerikus feldolgozási elmélet McCloskey folyamatorientált modellje. Ezt az elméletet McCloskey szerzett számzavarokkal küzdő betegek vizsgálata alapján állította fel, arra a jelenségre alapozva, hogy az egyes numerikus funkciók szelektíven sérülhetnek. Két fő numerikus folyamatot különített el ezek alapján: a numerikus feldolgozási folyamatokat, mely a számok és mennyiségek megértésére és produkciójára, azaz a „bemenet beolvasására” és a „kimenet képzésére” vonatkozik; illetve a számolási mechanizmusokat, amelyek a különböző numerikus információkkal végzett műveleteket teszik lehetővé, ide tartozik az aritmetikai tények előhívása (pl. a szorzótábláé), illetve a jól begyakorolt, automatizálódott számolási procedúrák (például az, hogy írásbeli összeadásnál a maradékot tovább visszük).
A folyamatorientált modell szerint egységes belső, jelölés- és modalitásfüggetlen numerikus reprezentáció létezik, a kísérletek azonban Dehaene elképzelését támogatják: különböző, egymástól elkülönült numerikus reprezentációk léteznek. A két modell jól kiegészíti egymást – Dehaene modellje azt is leírja, hogy a különböző reprezentációk mely agyterületekhez köthetők, McCloskey modellje pedig nagyobb hangsúlyt fektet arra, hogy miképp különülnek el a különböző feladatokhoz kapcsolódó ki- és bemenetek.

## Számolási zavarok csoportosítása a sérülés lokalizációja alapján
Újabb kiváltottválasz- és fMRI-vizsgálatokból, valamint klinikai megfigyelésekből származó adatok alapján Márkus szerint elkülöníthetünk tünetcsoportokat aszerint, hogy mely agyterületen történt sérülés. Négy nagyobb csoportot sorol fel:
- A kétoldali intraparietális sulcus sérülése az analóg mennyiségrendszer működését károsítja – tehát a becslés, az összehasonlítás képessége, valamint az osztás és a kivonás művelete szenved zavart.
- A kétoldali occipitotemporális területek sérülése az arab számok és számszavak vizuális feldolgozását, illetve több számjegyből álló számokkal végzett műveletek kivitelezését érinti.
- A temporális és temporális asszociációs területeket érintő sérülés a verbális feldolgozás zavarában, a matematikai tények és szabályok felidézésében és alkalmazásában, valamint az összeadás és a szorzás zavarában nyilvánul meg.
- Az asszociációs kérgi területek és a prefrontális lebeny hosszútávú emlékezeti- és munkamemória-problémákat okoz, ezért az számtani teljesítmény globális csökkenéséhez vezet.

## A verbális rendszer szelektív sérülése – Mr. N. esete
Mr. N. esete az egyik bizonyíték arra, hogy a számérzék különböző aspektusai egymástól függetlenül is sérülhetnek. Dehaene hármas kódolás modellje alapján értelmezve Mr. N. esetében a verbális rendszer (auditoros-verbáils szókeret) sérült, míg az analóg mennyiségreprezentáció, azaz a mentális számegyenes viszont ép maradt. Ez azt jelenti, hogy a nagy számokkal (4 fölött) való pontos számolási képességeit elvesztette, de a közelítő számolásra, becslésre továbbra is képes.
Mr. N. Dehaene betege volt, aki – valószínűleg egy hirtelen agyvérzés következtében – elesett, az esés pedig egy igen nagy vérömlenyt okozott a koponyájában. Bal agyféltekéje hátsó részén súlyos károsodást szenvedett. Dehaene három évvel balesete után találkozott vele, de nyelvi és mozgásos zavarai még ekkor is olyan súlyosak voltak, hogy emiatt nem volt képes önálló életvitelre. A „mennyi kettő meg kettő?” kérdésre „három”-mal válaszolt, bár tudott számolni egyesével egytől, vagy akár kettesével kettőtől is. Visszafelé viszont egyesével sem képes számolni, és nem tudott számokat megnevezni. Ha hosszabb ideig nézheti pl. az 5-ös számot, egy idő után megmondja, hogy ez nem betű, hanem egy számjegy, ezután pedig ujjain elszámol ötig, és megmondja a helyes választ. A számsor teljes végigmondása nélkül képtelen produkálni az adott számszót, akár ki kellene olvasnia, akár csak szóban megneveznie. Szavakat is hasonló módon olvas: magát a szót nem tudja kimondani, de a jelentéséhez egyértelműen hozzáfér, pl. az „iskola” szót „osztályterem”-nek olvassa. Tovább bonyolítja a képet, hogy míg egy számot nehézkesen, ujjain a számig elszámolva tud csak kimondani, két bemutatott számról azonnal megmondja, hogy melyik a nagyobb, és erre még kétjegyű számok esetében is képes, hacsak nem állnak túl közel a számok egymáshoz (pl. 53 vs. 55); számok számegyenesen való elhelyezésére is nagyjából (de azért némi pontatlansággal) képes. Ha viszont páros-páratlan döntést kérünk tőle, azt nem tudja megoldani. A számokkal kapcsolatos emlékezeti teljesítménye meglehetősen gyenge, képtelen felidézni például, hogy egy év 365 napból áll, vagy hogy egy tucat az 12, de épen maradt becslési képességei segítségével megad egy „körülbelüli” választ ezekre a kérdésekre: egy év 350 nap, egy tucat pedig 6-10 darabot jelent. Hibái sohasem túl távoliak a helyes választól, becslő érzéke segítségével ezeket a válaszokat elveti, csak a tökéletes és a majdnem tökéletes válasz közt képtelen diszkriminálni. Mindebből látszik, hogy a számok reprezentációja nála elmosódott, az értékek kizárólag „körülbelül” értelemben léteznek számára – mindez a mentális számegyenes épségére utal, hiszen a mentális számegyenesre éppen ilyen zajos numerikus reprezentációk jellemzők, amelyek lehetővé teszik az egymástól elég távol lévő számok megkülönböztetését, de a nagy számokkal való pontos számolás lehetetlen a verbális rendszer jó működése nélkül.

## Akalkúlia – a számolás szerzett zavara
Az akalkúliás betegekre a következő tünetek jellemzőek (Boller és Grafman alapján, Csépe 2008): nem tudják értelmezni a számok nevét, nem értik azok jelentését (lásd pl. Mr. N. esetében), a számok téri jellemzőit (számegyenes, helyi érték, stb.), a műveletek végrehajtási jellemzőit; nem férnek hozzá matematikai tényekhez és/vagy nem tudják azokat alkalmazni; sérült a mennyiségek kódolása. A neuropszichológiában az akalkúlián belül két alcsoportot különítenek el: a műveleti és a számakalkúliát (Csépe, 2008 alapján).

### Műveleti akalkúlia
A hármas kódolás elméletből láthatjuk, hogy a különböző aritmetikai műveletek más-más numerikus alrendszerre támaszkodnak. A szorzás és az összeadás a verbális rendszerrel függ össze erősen, míg a kivonás, az osztás, illetve az összehasonlítás az analóg mennyiségreprezentációval. A műveleti akalkúlián belül megfigyelhető egy olyan forma, amelyben a betegek kivonási feladatban jobban teljesítenek, mint a szorzásban és összeadásban (a műveletek disszociálnak), itt tehát a verbális rendszer problémája áll a háttérben. Egy másik forma pedig az, amelyben a disszociáció egy műveleten belül jelentkezik: pl. a beteg csak bizonyos szorzási tényeket tud előhívni, másokat viszont nem, vagy pl. a kivonás és az összehasonlítás válik szét, amelyek egymással összetartozó funkciók. Az összetartozó műveletek disszociációja az analóg rendszer hátterében álló parietális feldolgozó kör sajátos differenciálódásával magyarázható: bal inferior parietális sérülés következtében a kivonás, mialatt az összehasonlítás képessége megtartott; illetve az angularis gyrus és a supramarginalis gyrus léziója esetén akár a szorzás megtartottsága mellett is találkozhatunk károsodott kivonási képességgel.

### Számakalkúlia
Általában bal temporoparietális sérülés okozza a számakalkúliát, amelynek jellemzői, hogy a többjegyű számokat a beteg ki tudja olvasni (a nyelvtani forma ép), de a számok, ill. a helyi érték használata téves. Ebben tehát a számok jelentéséhez való hozzáférés sérül (ellentétben Mr. N. esetével, ahol éppen ez marad ép.)
A szimultánagnózia szintén okozhat hasonló zavarokat, amely inkább nagy elemszámú halmazok esetében figyelhető meg, a kisebbeknél azért nem, mert nagyjából három-négy elemig a halmazokban lévő tárgyakat nem számoljuk, hanem automatikusan detektáljuk számosságukat a vizuális rendszer segítségével (szubitizáció).

## Gerstmann-szindróma
Domináns féltekei (bővebben lásd: nagyagy) temporo-parieto-okcipitális (TPO) agyterület (a temporális, parietális és okcipitális lebenyek találkozásánál lévő terület) károsodásakor jelenik meg, négy alaptünete van: az ujjagnózia, a jobb-bal tévesztés, az agráfia és az akalkúlia. Emellett gyakran kiegészítő tünetek is megjelenhetnek, például konstrukciós apraxia, alexia, afázia, ideomotoros apraxia, stb. Az is előfordul, hogy egyes betegeknél nincs meg mind a négy alaptünet, illetve a tünetek különböző súlyosságúak lehetnek. Általánosságban elmondható, hogy a személyeknek általában azokkal a feladatokkal kapcsolatban van problémájuk, amelyek mentális forgatást igényelnek. Az ujjagnózia az ujjak téri helyzetének megkülönböztetési képtelenségéből adódik. A jobb-bal tévesztés olyan feladatokban nyilvánul meg, amikor a jobb és bal oldalak referenciaként szolgálnának a tájékozódásban. Az agráfiára pedig az jellemző, hogy nem jelent feltétlenül teljes írásképtelenséget, az írászavar nem nyelvi természetű, hanem téri-vizuális deficitnek köszönhető.
A negyedik tünet az akalkúlia. A Gerstmann-szindrómában nem globális matematikai zavarral találkozunk, hanem bizonyos műveletek kapcsán tapasztalhatunk speciális nehézségeket. A betegeknél a számfogalom ép marad, de a helyi érték fogalma, a mentális számegyenesen való tájékozódás viszont sérül. Ez a gyakorlatban azt jelenti, hogy nehezen értelmezik és/vagy nevezik meg pl. a 107-es vagy a 170-es, vagy az 1700-as számot. A tízes számrendszerben való tájékozódásnak és az ujjak azonosításának zavara egy irányba mutat: hiszen tíz ujjunk van összesen és azokon gyakorta számolunk (még felnőtt korunkban is, annak ellenére, hogy az iskolában általában tiltják). Mindez pedig a következőképpen függ össze a jobb-bal tévesztéssel: a helyi érték megértéséhez elengedhetetlen a balról jobbra irány stabil reprezentációja. Ugyanígy például kivonási művelet végzésekor is balról jobbra kell haladni, az irány nem cserélhető fel, mint pl. az összeadásnál. Az olyan helyzetekben tehát, ahol valamely elemek sorrendje a jelentést meghatározó szereppel bír (mint pl. a helyi értékes számjelölésnél, ahol balról jobbra haladva jönnek az ezresek, százasok, tízesek, egyesek) problémáik vannak a Gerstmann-os betegeknek.

## Degeneratív zavarok
Az idegrendszer progresszív degeneratív betegségeiben (más néven demencia) is jellemzőek a számokkal, számolással kapcsolatos zavarok. A deficitmintázatok azonban eltérőek lehetnek a különböző típusú demenciákban. Szemantikus demencia esetében a számok feldolgozása és az alapvető műveletvégzés általában megtartott, azonban a szorzási műveletben és a számok verbális kódját involváló feladatokban jelentkezhetnek deficittünetek. Alzheimer-kórban az olyan alapvető numerikus képességek is sérülnek, mint a számlálás vagy becslés, illetve az esetek döntő többségében már a betegség korai stádiumában jelentkezik az egyszerű és összetett számítások deficitje és a matematikai tények előhívásának zavara.

### Numerikus zavarok szemantikus demenciában
Szemantikus demenciában (SD), amelyben főként a temporális lebeny elülső területei érintettek, valamint a nyelvi funkciók hanyatlása a kezdeti markáns tünet, megfigyelhető lehet olyan mintázat, amelyben a szemantikai kategóriák károsodása mellett az arab számok írása és kimondása megtartott. Egy esettanulmány szerint egy SD-ben szenvedő beteg még alapszintű matematikai műveletek elvégzésére is képes volt, amellett, hogy a szorzótábla előhívása sérült nála (Diesfeldt, 1993). Más vizsgálati eredmények is megerősítik a szorzási művelet erősebb érintettségét az összeadáshoz és a kivonáshoz képest (pl. Cappelletti és mtsai, 2001; Crutch és Warrington, 2002).
Zamarian és munkatársai (2006) azonban egy esettanulmányban intakt szorzási képességekről is beszámolnak súlyos SD mellett, amely a szerzők véleménye szerint a nem-numerikus és numerikus szemantikus emlékezet erős disszociációjának elképzelését támasztja alá (Zamarian és mtsai, 2006). A betegség előrehaladásával azonban zavarok jelentkezhetnek a számok verbális kódját aktivizáló feladatokban is (pl. számok verbális formájának felolvasása, ponthalmazok és a verbális forma megfeleltetése), míg a mennyiségi kódok kezelése (arab kódok) még a késői stádiumban is ép maradhat (Jefferies és munkatársai, 2005).
Összegezve tehát SD-ben az erőteljes nyelvi leépülés mellett a számosság és az alapvető műveletek igen sokáig megtartottak lehetnek. A kutatási eredmények szerint a számok verbális kódjainak kezelésében mutatkozhat elsőként deficit, amely legszembetűnőbben a szorzási műveletek elvégzésében nyilvánul meg, amely összefüggésben állhat azzal, hogy a négy alapművelet közül a szorzótábla elsajátítása nyugszik a legerősebb nyelvi alapokon.

### Numerikus zavarok Alzheimer típusú demenciában
Az Alzheimer típusú demenciában, amelyben a temporális lebeny hátulsó területei érintettek nagyobb mértékben, és a betegség kezdeti fázisában az emlékezeti funkciók hanyatlása jelentkezik, a numerikus képességek szélesebb skálája szenved zavart (Girelli és Delazer, 2001). Mindezidáig csak néhány vizsgálati eredmény született az Alzheimeres betegek számlálási képességeivel kapcsolatban. Seron és munkatársai (1991) beszámolója szerint az Alzheimeres betegek magas hibázási arányt mutatnak a számlálási feladatokban, és a számlálás módjában is változatos atipikus stratégiák jelentkeznek (hangos számlálás a pontok követése nélkül, arab számok helyett más jelrendszer használata a számlálás során). Amennyiben a számlálás nem atipikus módon történik, a legjellemzőbb stratégia az ujjal való számlálás, amelynek hátterében az állhat, hogy ez a módszer jár a legkisebb figyelmi terheléssel, hiszen a szemmel való követéshez, vagy az ingerek csoportosításához nagyobb kognitív erőfeszítésre van szükség. Kisebb, négy alatti halmazok számlálása ép maradhat Alzheimerben, és a távolsághatás is az egészséges személyekhez hasonlóan jelentkezhet (gyorsabb válasz figyelhető meg egymástól távolabbi számok összehasonlításánál, mint egymáshoz közelálló számoknál). Az intakt alapszintű numerikus feldolgozás mellett a matematikai tények és törvényszerűségek ismerete hiányos lehet. Egyes esetekben azonban fordított mintázat figyelhető meg, amely az alapvető numerikus képességek és a matematikai tények ismerete közötti kettős disszociációra utal.A kiemelt szemantikai jelentéssel bíró számokkal kapcsolatos feladatokban (pl. a fontos évszámok) már a betegség kezdeti fázisában is jelentkezik a zavar (Norton és mtsai., 1997). A numerikus átkódolás zavara is jelentkezhet Alzheimerben, amely különböző mintázatokat mutathat. Jellegzetes, hogy az arab kód írott verbális kódban való átváltása zavart szenved, és az átváltásnál az arab kód részleges betolakodása jelentkezhet (pl. 43 átváltásánál „negyven3” leírása). A jelenség hátterében a gátlási folyamatok gyengébb működése állhat, amelynek következtében az írásban automatikusabb arab kód felülírja a verbális kódot. A matematikai műveletek elvégzése már enyhe Alzheimeres betegeknek is problémát okoz. Az Alzheimeres betegek matematikai műveletekben mutatott hibázásai általában nem követnek szisztematikus mintázatot. A megjelenő műveleti hibák típusai nagy varianciát mutatnak, azonban úgy tűnik, hogy a legnagyobb nehézséget az egyes részműveletek integrálása és a hibák monitorozása jelenti, nem pedig a műveletek ismeretének hiánya. Egy vizsgálat eredményei szerint a kivonás és az osztás különösen nagy problémát jelent az Alzheimeres betegeknek (Zamarian és mtsai, 2007). Néhány esettanulmány beszámol a számolási képességek szelektív épségéről a nyelvi és emlékezeti képességek hanyatlása mellett (pl. Remond-Besuchet és mtsai, 1999)
Összességében elmondható, hogy a számok feldolgozása, de különösképpen a matematikai műveletek elvégzésében mutatott zavar az Alzheimer kór már igen korai stádiumában jelentkezhet. A korai Alzheimerben jelentkező numerikus zavarok mintázata nagyon nagy varianciát mutat, vannak olyan esetek, amelyekben a zavar csak a matematikai műveleteket, vagy azok egy specifikus típusát érinti, azonban más esetekben az alapszintű numerikus feldolgozás is sérülhet.

## Numerikus feldolgozás és számolásteszt
Az idegrendszer progresszív degeneratív betegségeiben (demenciában) is jellemzőek a számokkal, számolással kapcsolatos zavarok. A deficitmintázatok azonban eltérőek lehetnek a különböző típusú demenciákban. Szemantikus demencia esetében a számok feldolgozása és az alapvető műveletvégzés általában megtartott, azonban a szorzási műveletben és a számok verbális kódját involváló feladatokban jelentkezhetnek deficittünetek. Alzheimeres betegeknél az olyan alapvető numerikus képességek is sérülnek, mint a számlálás vagy becslés, illetve az esetek döntő többségében már a betegség korai stádiumában jelentkezik az egyszerű és összetett számítások deficitje és a matematikai tények előhívásának zavara.